# Modeziekte
Onder de term modeziekte wordt een schijnbaar tijdgebonden pathologisch klachtenpatroon verstaan, waarvoor een arts geen eenduidige diagnose kan stellen.
Vaak gaat het om een klachtenpatroon dat gedurende een korte tijd veel voorkomt en dan weer in het niets verdwijnt, soms om plaats te maken voor een alternatieve ziekteaanduiding die vergelijkbare verschijnselen moet verklaren. Een van de problemen bij het begrip modeziekte is dat nader medisch onderzoek geen aanwijsbare oorzaken aan het licht brengt.
Het komt ook voor dat een werkelijk bestaande ziekte plotseling veelvuldig voorkomt, als het ware "mode wordt". Degenen die aan zo een ziekte lijden kunnen in het begin vaak profiteren van extra aandacht dankzij de mediabelangstelling, maar komen in de verdrukking als het tij in de media weer keert, omdat ook zij dan niet meer serieus dreigen te worden genomen. Er zijn ook ziekten die aanvankelijk als modeziekte gekenschetst worden maar waarbij later door meer aanvullend onderzoek wel degelijk aanwijsbare oorzaken gevonden worden.
Een ziekte als multiple sclerose werd bijvoorbeeld door veel sceptici aanvankelijk als modeziekte bestempeld. Na nader onderzoek bleek het een ernstige en moeilijk behandelbare progressieve neurologische aandoening te zijn waarvan de oorzaak tot op heden onbekend is. Door het grillige verloop van de ziekte is de diagnose lastig te stellen.

## Klassieke voorbeelden
Een oud voorbeeld van een modeziekte, die meer dan eens in de geschiedenis opdook, is hysterie. Oorspronkelijk betekende dit volgens de artsen dat vrouwen last hadden van een opstandige baarmoeder, en dat heette dan hysterie (het Griekse woord "hustera" betekent baarmoeder). In het begin van de 19e eeuw steeg in het ziekenhuis La Salpètiere te Parijs het aantal opnames onder deze diagnose naar 17 procent.
In de negentiende eeuw maakte ook chlorose onder vrouwen opgang. Over 'minimal brain damage' (MBD) werd voor het eerst gepubliceerd in 1947. De diagnose werd veelvuldig gesteld bij drukke kinderen, die zouden bij de geboorte een lichte hersenbeschadiging hebben opgelopen. 'Damage' werd later bij nader inzien gewijzigd in 'disfunction'. De diagnose ADHD kwam er vervolgens min of meer voor in de plaats.

## Moderne voorbeelden
Voorbeelden van modeziekten, of ziekten waarvan sommige artsen menen dat het modeziekten zijn:
- postnatale depressie
- whiplash
- bekkeninstabiliteit
- prikkelbaredarmsyndroom
- RSI
- chronischevermoeidheidssyndroom
- fibromyalgie
- KISS-syndroom
- chronische lyme

Of deze moderne diagnoses daadwerkelijk modeziekten zijn, is niet wetenschappelijk onderzocht. Ook worden er in de medische literatuur andere oorzaken genoemd voor het toenemen van het aantal gevallen.